# Antonio Agelli
Antonio Agelli, o Aielli C.R. (latinizzazione: Agellius; Sorrento, 1532 – Roma, 19 novembre 1608), è stato un vescovo cattolico e biblista italiano, vescovo di Acerno.

## Biografia
Nato a Sorrento nel 1532, Agelli entrò nei Chierici Regolari Teatini nel 1551 e professò i voti il 13 dicembre 1553 a Napoli. Inviato a Roma studiò le lingue bibliche sotto la guida del futuro cardinale Guglielmo Sirleto. Fu preposito dell'ordine a Genova dal 1572 e a Cremona dal 1579. Fu membro delle commissioni per la revisione della Vulgata sotto papa Pio V, fino all'edizione di papa Clemente VIII del 1592, e per l'edizione della versione greca dei Settanta sotto papa Sisto V. Nominato nel 1593 vescovo di Acerno, rinunciò undici anni dopo.
I suoi commentari più apprezzati sono quelli ai Salmi e ai Cantici dell'ufficio divino (Roma, 1606), riediti postumi a Parigi nel 1611. Furono anche pubblicati i suoi commentari al libro del profeta Abacuc (Anversa, 1597), alle Lamentazioni di Geremia (Roma, 1598), e ai Proverbi di Salomone (edito postumo a Verona nel 1649 tra gli Opuscoli vari del chierico teatino Luigi Novarini).
Agelli si interessò anche a Cirillo di Alessandria del quale curò una traduzione latina del De adoratione in spiritu et veritate (Roma, 1588) e l'edizione greca del Contra Nestorium (Roma, 1607).

## Opere
- (LA) Antonio Agelli, Antonii Agellii ... Commentarii in Psalmos et in diuini officii cantica ..., Parisiis, e typographia Petri Cheualier, 1611. URL consultato l'8 giugno 2019.
- (LA) Antonio Agelli, In Lamentationes Ieremiae commentarium ex auctoribus Graecis collectum. In easdem Antonii Agellii presbyteri regularis explicatio, Romae, apud Franciscum Zanettum, 1589. URL consultato l'8 giugno 2019.
- (LA) Antonio Agelli, In Habacuc prophetam Antonii Agellii Neapolitani ex Congregatione clericorum regularium episcopi Acernensis commentarium, Antuerpiae, ex Officina Plantiniana, apud Ioannem Moretum, 1597. URL consultato l'8 giugno 2019.